# الغيبوبة (فلم)
الغيبوبة فيلم مصري تم إنتاجه في 4 يونيو 1998

## طاقم العمل

### الممثلين
- عزت العلايلي
- ليلى طاهر
- شريف صلاح الدين
- محمود الجندي
- بدر سيف
- ماري باي باي
- عبد المنعم النمر
- أحمد سامي عبدالله
- رؤوف مصطفى
- هدى زكي
- آسيا
- نزيه يوسف
- هيثم
- السيد جمال
- سمير شمس
- أشرف الزنفلي
- إيهاب سعيد
- علاء شريف
- يسرى عبدالهادى
- سيد مدبولي
- هاني نور الدين
- محمد برغوت
- عاطف النجمي
- هشام عطوة
- أمير العاصمي
- محمد عمر
- إبراهيم صالح
- أمير سيدهم
- حنان ترك
- أحمد عقل
- هادي الجيار
- فريدة سيف النصر
- مجدي صبحي
- طارق فؤاد

### موسيقى
- عادل عايش (الألحان والموسيقى التصويرية)
- الشيخ إمام (الألحان)
- طارق فؤاد (الألحان)

### الاغاني
1. الغيبوبة * لازم نخاف * قلبك لا 
 كلمات : فوزي إبراهيم 
 تلحين: طارق فؤاد
2. نيكسون * العيسوي 
 كلمات : أحمد فؤاد نجم 
 تلحين: الشيخ إمام

### مونتاج
- فتحي داود (مونتير)
- مارسيل صالح (نيجاتيف)

### تأليف
- شريف صلاح الدين (فكرة)
- هشام أبو النصر (رؤية وسيناريو وحوار)

### تصوير
- إبراهيم عادل  (مصور)

### إخراج
- هشام أبو النصر (مخرج)
- سعد بلال (مخرج أول)
- نادر شريف (مخرج أول)
- أحمد رضوان (مخرج أول)
- سيد هلال (مخرج ثان)
- علي رجب (مخرج ثان)

### ماكياج
- طارق إمام (ماكيير)
- هاني رمضان
- سعد علي (كوافير)

### صوت
- هيام محمد
- أنور حنفي
- كميل صبحي
- عزت مصطفى (مسجل الحوار)
- سيد رحيم ( مساعد مسجل الحوار)
- إبراهيم طاهر (لايف)

### تنفيذ إنتاج
- شاكر عبد الحميد
- عماد الشخري

### المنتج المنفذ
- حسن درويش

### التوزيع
- سكرين 2000 إبراهيم شوقي (التوزيع الخارجي)
- ايهاب عبد المجيد (توزيع شمال افريقيا
- مؤسسة الحشاش (توزيع الكويت والخليج)
- الثلاثية للإنتاج والتوزيع (توزيع الفيديو بنصر)

### صوت
- جميله عزيز (مهندس الصوت)

### إنتاج
- أفلام أبو النصر (منتج)

### فوتوغرافيا
- محمد قناوي

### المعمل
- آسيا (مركب الفيلم)
- شركة مصر للاستديوهات (الطبع والتحميض)
- أبو علم. (المدير العام)
- ماجده موسى (تصحيح الألوان)
- الشحري (مؤثرات الصورة)